# Wereldkampioenschap voetbal 2014 (Groep G) Verenigde Staten - Duitsland
Dit artikel gaat over de wedstrijd in de groepsfase in groep G tussen de Verenigde Staten en Duitsland die gespeeld werd op donderdag 26 juni 2014 tijdens het wereldkampioenschap voetbal 2014. Op dezelfde dag werden de wedstrijden Portugal – Ghana, Zuid-Korea – België en Algerije – Rusland gespeeld.

## Voorafgaand aan de wedstrijd
- De Verenigde Staten staan bij aanvang van het toernooi op de dertiende plaats van de FIFA-wereldranglijst. In april 2006 behaalde het land zijn hoogtepunt met een vierde positie. Daarna kwamen de Verenigde Staten terecht in een schommeling, die het land naar de elfde positie bracht in september 2009. Tot halverwege 2012 bleef het land dalen en het bereikte de 36e positie. Sindsdien bevinden de Verenigde Staten zich in een klimperiode, die het land naar zijn huidige positie bracht. Sinds begin 2014 is het land één positie gestegen.[1] Geen ander bij de CONCACAF aangesloten land behaalde op de ranglijst van juni 2014 een betere positie.
- De Verenigde Staten speelden voor deze wedstrijd twee andere wedstrijden. De eerste wedstrijd tegen Ghana wonnen de Verenigde Staten met 1-2 en de tweede wedstrijd tegen Portugal werd gelijkgespeeld met 2-2.
- Duitsland staat bij aanvang van het toernooi op de tweede plaats van de wereldranglijst. Het land bereikte in maart 2006 zijn dieptepunt – toen het op de 22e positie stond – maar begon daarna aan een flinke stijging. Die stijgingsperiode eindigde rond de jaarwisseling van 2006 en 2007 en bracht Duitsland naar de vijfde positie. Sindsdien schommelt het land tussen de zesde en de tweede positie.[2] Eén ander bij de UEFA aangesloten land wist op de ranglijst van juni 2014 een betere plaats te bemachtigen; dat was Spanje.
- Duitsland won zijn eerste wedstrijd en speelde zijn tweede gelijk; de eerste wedstrijd tegen Portugal met 4-0 en de tweede wedstrijd tegen Ghana met 2-2.
- Deze landen speelden negen keer eerder tegen elkaar, waarvan een wedstrijd op 2 juni 2013 het recentst is. Die vriendschappelijke wedstrijd werd door de Verenigde Staten gewonnen met 4-3. Van alle negen wedstrijden won Duitsland er zes en de Verenigde Staten drie. De Duitsers wisten 21 keer in het doel van de Amerikanen te scoren; andersom gebeurde dat vijftien keer.[3]
- Beide landen hebben genoeg aan een gelijkspel om door te gaan. Bij een Duitse overwinning zijn de Verenigde Staten afhankelijk van het resultaat bij Portugal-Ghana, bij een Amerikaanse overwinning is Duitsland afhankelijk van Portugal-Ghana.

## Wedstrijdgegevens
| Datum                | 26 juni 2014                              | 26 juni 2014                              |
| Wedstrijdnummer      | 46                                        | 46                                        |
| Stadion              | Itaipava Arena Pernambuco, Recife         | Itaipava Arena Pernambuco, Recife         |
| Toeschouwers         | 41.876                                    | 41.876                                    |
| Scheidsrechter       | Ravshan Irmatov                           | Ravshan Irmatov                           |
| Assistenten          | Abdukhamidullo Rasulov Bakhadyr Kochkarov | Abdukhamidullo Rasulov Bakhadyr Kochkarov |
| Vierde official      | Sidi Alioum                               | Sidi Alioum                               |
| Man van de wedstrijd | Thomas Müller                             | Thomas Müller                             |
|                      | Verenigde Staten                          | Duitsland                                 |
| Doelpunten           | 0                                         | 1                                         |
| Gele kaarten         | 2                                         | 1                                         |
| Rode kaarten         | 0                                         | 0                                         |
| Wissels              | 2                                         | 3                                         |
| Schoten op doel      | 1                                         | 9                                         |
| Schoten naast doel   | 3                                         | 4                                         |
| Overtredingen        | 15                                        | 9                                         |
| Hoekschoppen         | 2                                         | 3                                         |
| Buitenspel           | 2                                         | 7                                         |
| Balbezit (%)         | 37                                        | 63                                        |

| Verenigde Staten | 0 – 1           | Duitsland |
| | goals (assists) | 55' Thomas Müller |
| Jürgen Klinsmann | bondscoach      | Joachim Löw |
| Tim Howard Omar Gonzalez Matt Besler Fabian Johnson Michael Bradley DaMarcus Beasley Clint Dempsey Jermaine Jones Brad Davis 59' Kyle Beckerman Graham Zusi 84' | opstellingen    | Manuel Neuer Benedikt Höwedes Mats Hummels Philipp Lahm Per Mertesacker Jérôme Boateng 76' Bastian Schweinsteiger 89' Mesut Özil 46' Lukas Podolski Thomas Müller Toni Kroos |
| Alejandro Bedoya 59' DeAndre Yedlin 84' | wissels         | 46' Miroslav Klose 76' Mario Götze 89' André Schürrle |
| Omar Gonzalez 37' Kyle Beckerman 62' | gele kaarten    | 11' Benedikt Höwedes |

## Wedstrijden
| Groepswedstrijden      |                       |                         |                       |                         |                        |                        |                         |
| Groep A                | Groep B               | Groep C                 | Groep D               | Groep E                 | Groep F                | Groep G                | Groep H                 |
| Brazilië – Kroatië     | Spanje – Nederland    | Colombia - Griekenland  | Uruguay – Costa Rica  | Zwitserland – Ecuador   | Argentinië – Bosnië    | Duitsland – Portugal   | België – Algerije       |
| Mexico – Kameroen      | Chili – Australië     | Ivoorkust – Japan       | Engeland – Italië     | Frankrijk – Honduras    | Iran – Nigeria         | Ghana – U.S.A.         | Rusland – Zuid-Korea    |
| Kameroen – Kroatië     | Australië – Nederland | Japan – Griekenland     | Italië – Costa Rica   | Honduras – Ecuador      | Nigeria – Bosnië       | U.S.A. – Portugal      | Zuid-Korea – Algerije   |
| Brazilië – Mexico      | Spanje – Chili        | Colombia – Ivoorkust    | Uruguay – Engeland    | Zwitserland – Frankrijk | Argentinië – Iran      | Duitsland – Ghana      | België – Rusland        |
| Kameroen – Brazilië    | Australië – Spanje    | Japan – Colombia        | Italië – Uruguay      | Honduras – Zwitserland  | Nigeria – Argentinië   | U.S.A. – Duitsland     | Zuid-Korea – België     |
| Kroatië – Mexico       | Nederland – Chili     | Griekenland – Ivoorkust | Costa Rica – Engeland | Ecuador – Frankrijk     | Bosnië – Iran          | Portugal – Ghana       | Algerije – Rusland      |
| Achtste finales        |                       |                         |                       |                         |                        |                        |                         |
| Brazilië Chili         | Colombia Uruguay      | Frankrijk Nigeria       | Duitsland Algerije    | Nederland Mexico        | Costa Rica Griekenland | Argentinië Zwitserland | België Verenigde Staten |
| Kwartfinales           |                       |                         |                       |                         |                        |                        |                         |
| Brazilië – Colombia    | Brazilië – Colombia   | Frankrijk – Duitsland   | Frankrijk – Duitsland | Nederland – Costa Rica  | Nederland – Costa Rica | Argentinië – België    | Argentinië – België     |
| Halve finales          |                       |                         |                       |                         |                        |                        |                         |
| Brazilië – Duitsland   | Brazilië – Duitsland  | Brazilië – Duitsland    | Brazilië – Duitsland  | Nederland – Argentinië  | Nederland – Argentinië | Nederland – Argentinië | Nederland – Argentinië  |
| Troostfinale           |                       |                         |                       |                         |                        |                        |                         |
| Brazilië – Nederland   |                       |                         |                       |                         |                        |                        |                         |
| Finale                 |                       |                         |                       |                         |                        |                        |                         |
| Duitsland – Argentinië |                       |                         |                       |                         |                        |                        |                         |

USSF · A-internationals · Selecties · Bondscoaches · Amerikaans vrouwenelftal · Olympisch elftal · USA -21 · USA -20 · USA -19 · USA -18 · USA -17
1885 – 1919 · 
1920 – 1929 · 
1930 – 1939 · 
1940 – 1949 · 
1950 – 1959 · 
1960 – 1969 · 
1970 – 1979 · 
1980 – 1989 · 
1990 – 1999 · 
2000 – 2009 · 
2010 – 2019 ·
2020 − 2029
CA 1993 · 
CA 1995 · 
CA 2007 · 
CA 2016
CC 1992 · 
CC 1999 · 
CC 2003 · 
CC 2009
WK 1930 · 
WK 1934 · 
WK 1950 · 
WK 1990 · 
WK 1994 · 
WK 1998 · 
WK 2002 · 
WK 2006 · 
WK 2010 · 
WK 2014
OS 1904 · 
OS 1924 · 
OS 1928 · 
OS 1936 · 
OS 1948 · 
OS 1952 · 
OS 1956 · 
OS 1972 · 
OS 1984 · 
OS 1988 · 
OS 1992 · 
OS 1996 · 
OS 2000 · 
OS 2008
Algerije ·
Antigua en Barbuda ·
Argentinië ·
Armenië ·
Australië ·
Azerbeidzjan ·
Barbados ·
België ·
Belize ·
Bermuda ·
Bolivia ·
Bosnië en Herzegovina ·
Brazilië ·
Canada ·
Chili ·
China ·
Colombia ·
Costa Rica ·
Cuba ·
Curaçao ·
Denemarken ·
DDR ·
Duitsland ·
Ecuador ·
Egypte ·
El Salvador ·
Engeland ·
Estland ·
Finland ·
Frankrijk ·
Ghana ·
GOS ·
Grenada ·
Griekenland ·
Guatemala ·
Guyana ·
Haïti ·
Honduras ·
Hongarije ·
Ierland ·
IJsland ·
Iran ·
Israël ·
Italië ·
Ivoorkust ·
Jamaica ·
Japan ·
Joegoslavië ·
Kaaimaneilanden ·
Kameroen ·
Koeweit ·
Letland ·
Liechtenstein ·
Luxemburg ·
Malta ·
Marokko ·
Martinique ·
Mexico ·
Moldavië ·
Nederland ·
Nederlandse Antillen ·
Nicaragua ·
Nieuw-Zeeland ·
Nigeria ·
Noord-Ierland ·
Noord-Korea ·
Noord-Macedonië ·
Noorwegen ·
Oekraïne ·
Oezbekistan ·
Oman ·
Oostenrijk ·
Panama ·
Paraguay ·
Peru ·
Polen ·
Portugal ·
Puerto Rico ·
Qatar ·
Roemenië ·
Rusland ·
Saint Kitts en Nevis ·
Saint Vincent en de Grenadines ·
Saoedi-Arabië ·
Schotland ·
Servië ·
Slovenië ·
Slowakije ·
Sovjet-Unie ·
Spanje ·
Thailand ·
Trinidad en Tobago ·
Tsjechië ·
Tsjecho-Slowakije ·
Tunesië ·
Turkije ·
Uruguay ·
Venezuela ·
Wales ·
Zuid-Afrika ·
Zuid-Korea ·
Zweden ·
Zwitserland
Algerije (2010) ·
België (2014) ·
Brazilië (2009, 2) ·
Duitsland (2014) ·
Engeland (2010) ·
Ghana (2006) · 
Ghana (2014) · 
Italië (2006) · 
Nederland (2022) ·
Portugal (2014) ·
Slovenië (2010) ·
Tsjechië (2006)
DFB · A-internationals · Bondscoaches · Duits vrouwenelftal · Olympisch elftal · Duitsland U21 · Duitsland U20 · Duitsland U19 · Duitsland U18 · Duitsland U17 · Duitsland U16 · Vrouwen U17
1905 – 1919 · 
1920 – 1929 · 
1930 – 1939 · 
1940 – 1949 · 
1950 – 1959 · 
1960 – 1969 · 
1970 – 1979 · 
1980 – 1989 · 
1990 – 1999 · 
2000 – 2009 · 
2010 – 2019 · 
2020 – 2029
EK's: 1972 · 
1976 · 
1980 · 
1984 · 
1988 · 
1992 · 
1996 · 
2000 · 
2004 · 
2008 · 
2012 · 
2016 · 
2020 · 
2024
CC: 1999 · 
2005 · 
2017
WK's: 1934 ·
1938 · 
1954 · 
1958 · 
1962 · 
1966 · 
1970 · 
1974 · 
1978 · 
1982 · 
1986 · 
1990 · 
1994 · 
1998 · 
2002 · 
2006 · 
2010 · 
2014 · 
2018 · 
2022
OS: 1912 ·
1928 ·
1936 ·
2016 ·
2020
Albanië ·
Algerije ·
Argentinië ·
Armenië ·
Australië ·
Azerbeidzjan ·
België ·
Bohemen en Moravië ·
Bolivia ·
Bosnië en Herzegovina ·
Brazilië ·
Bulgarije ·
Canada ·
Chili ·
China ·
Colombia ·
Costa Rica ·
Cyprus ·
DDR ·
Denemarken ·
Ecuador ·
Egypte ·
Engeland ·
Estland ·
Faeröer ·
Finland ·
Frankrijk ·
Georgië ·
Ghana ·
Gibraltar ·
GOS ·
Griekenland ·
Hongarije ·
Ierland ·
IJsland ·
Iran ·
Israël ·
Italië ·
Ivoorkust ·
Japan ·
Joegoslavië ·
Kameroen ·
Kazachstan ·
Koeweit ·
Kroatië ·
Letland ·
Liechtenstein ·
Litouwen ·
Luxemburg ·
Malta ·
Marokko ·
Mexico ·
Moldavië ·
Nederland ·
Nieuw-Zeeland ·
Nigeria ·
Noord-Ierland ·
Noord-Macedonië ·
Noorwegen ·
Oekraïne ·
Oman ·
Oostenrijk ·
Paraguay ·
Peru ·
Polen ·
Portugal ·
Roemenië ·
Rusland ·
Saarland ·
San Marino ·
Saoedi-Arabië ·
Schotland ·
Servië ·
Servië en Montenegro · 
Slovenië ·
Slowakije ·
Sovjet-Unie ·
Spanje ·
Thailand ·
Tsjechië ·
Tsjecho-Slowakije ·
Tunesië ·
Turkije ·
Uruguay ·
Verenigde Arabische Emiraten ·
Verenigde Staten ·
Wales ·
Wit-Rusland ·
Zuid-Afrika ·
Zuid-Korea ·
Zweden ·
Zwitserland
Algerije (1982) · 
Algerije (2014) · 
Argentinië (1986) ·
Argentinië (1990) ·
Argentinië (2006) ·
Argentinië (2014) · 
Australië (2010) ·
België (1980) · 
Brazilië (2002) ·
Brazilië (2014) · 
Chili (1982) ·
Costa Rica (2006) ·
Denemarken (1992) ·
Denemarken (2012) · 
Ecuador (2006) ·
Engeland (1966) ·
Engeland (1982) ·
Engeland (2010) ·
Engeland (2021) ·
Frankrijk (2014) · 
Frankrijk (2021) · 
Ghana (2014) ·
Griekenland (2012) · 
Hongarije (1954, 2) ·
Hongarije (2021) ·
Italië (1982) ·
Italië (2006) ·
Italië (2012) · 
Japan (2022) · 
Kroatië (2008) ·
Mexico (2018) ·
Nederland (1974) ·
Nederland (2012) ·
Oekraïne (2016) ·
Oostenrijk (1982) ·
Oostenrijk (2008) ·
Polen (2006) ·
Polen (2008) ·
Polen (2016) ·
Portugal (2006) ·
Portugal (2008) ·
Portugal (2012) ·
Portugal (2014) ·
Portugal (2021) ·
Servië (2010) ·
Sovjet-Unie (1972) · 
Spanje (1982) ·
Spanje (2008) ·
Spanje (2022) ·
Tsjechië (1996, 2) · 
Tsjecho-Slowakije (1976) ·
Turkije (2008) ·
Verenigde Staten (2014) ·
Zuid-Korea (2018) ·
Zweden (2006)